# Thomas William Webb
Thomas William Webb (født 14. december 1807 , død 19. maj 1885) var en britisk præst og amatørastronom.
Webb studerede teologi i Oxford og blev ordineret som præst i 1829. Han passede dette embede gennem hele sit liv, men havde ved siden af dette en stor interesse for astronomi, og han foretog en række astronomiske observationer. Til dette formål etablerede han efterhånden en samling af refraktorer og spejlteleskoper, der gradvis blev kraftigere. Samtidig skrev han en håndbog for amatørastronomer, der blandt andet forklarede om det nødvendige udstyr. Bogens titel er Celestial Objects for Common Telescopes, og den udkom i 1859. Den blev et standardværk for amatørastronomer over det meste af verden i henved et århundrede.